# 73 (číslo)
Sedmdesát tři je přirozené číslo. Následuje po číslu sedmdesát dva a předchází číslu sedmdesát čtyři. Řadová číslovka je sedmdesátý třetí nebo třiasedmdesátý. Římskými číslicemi se zapisuje LXXIII.

## Matematika
73 je:
- jednadvacáté prvočíslo a emirp
- nešťastné číslo
- příznivé číslo.

## Chemie
- 73 je atomové číslo tantalu, neutronové číslo čtvrtého nejběžnějšího izotopu telluru a nukleonové číslo druhého nejméně běžného přírodního izotopu germania.[1]

## Kosmonautika
- STS-73 byla osmnáctá mise raketoplánu Columbia. Celkem se jednalo o 71. misi raketoplánu do vesmíru. Cílem letu byl let laboratoře Spacelab USML-2.

## Kultura
V seriálu Teorie velkého třesku (S4E10) hovoří Sheldon Cooper, jedna z hlavních postav seriálu, o svém oblíbeném čísle – 73. Jeho výjimečnost vysvětluje tak, že 73 ve dvojkové soustavě je 1001001, což je stejné číslo pozpátku, palindrom, 73 je v řadě 21. prvočíslo, obráceně 73 je 37, což je 12. prvočíslo, tedy de facto další palindrom, přitom 21 (pořadí čísla 73 mezi prvočísly) je součinem 7 × 3.

## Ostatní
- V telegrafii se používá číslo 73 jako pozdrav na rozloučenou (v Morseově abecedě jde o palindrom: – – . . . /. . . – –).[3]

## Roky
- 73
- 73 př. n. l.
- 1973